# Mount Pleasant (Iowa)
Pour les articles homonymes, voir Mount Pleasant.
La ville américaine de Mount Pleasant est le siège du comté de Henry, dans l’État de l’Iowa. Elle comptait 8 751 habitants lors du recensement de 2000.

## Personnalités liées à la ville
Arabella Mansfield, la première femme avocate des États-Unis, est née à Mount Pleasant en 1846.
James Van Allen, découvreur de la Ceinture de Van Allen, est né à Mount Pleasant en 1914.

## Source
- (en) Cet article est partiellement ou en totalité issu de l’article de Wikipédia en anglais intitulé « Mount Pleasant, Iowa » (voir la liste des auteurs).